# Spodoptera litura
Spodoptera litura är en fjärilsart som beskrevs av Fabricius 1775. Spodoptera litura ingår i släktet Spodoptera och familjen nattflyn. Inga underarter finns listade i Catalogue of Life.

## Bildgalleri

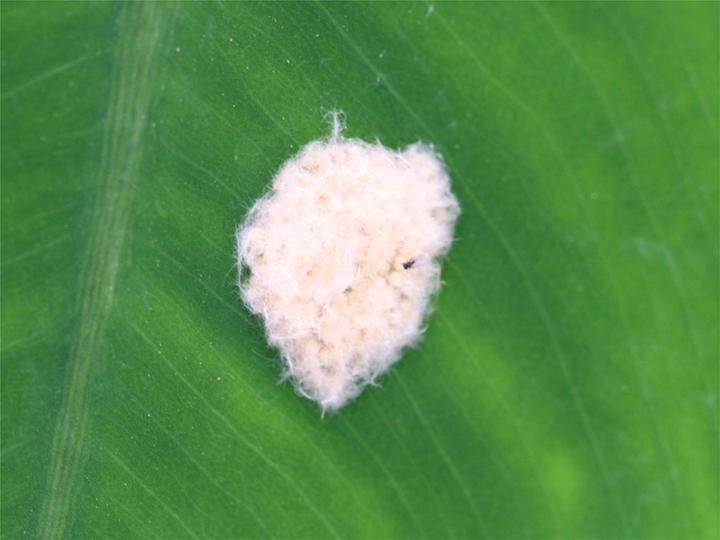
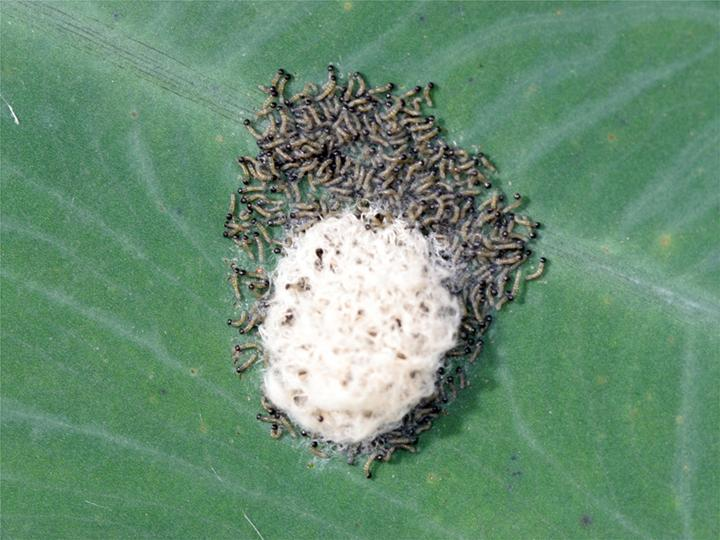
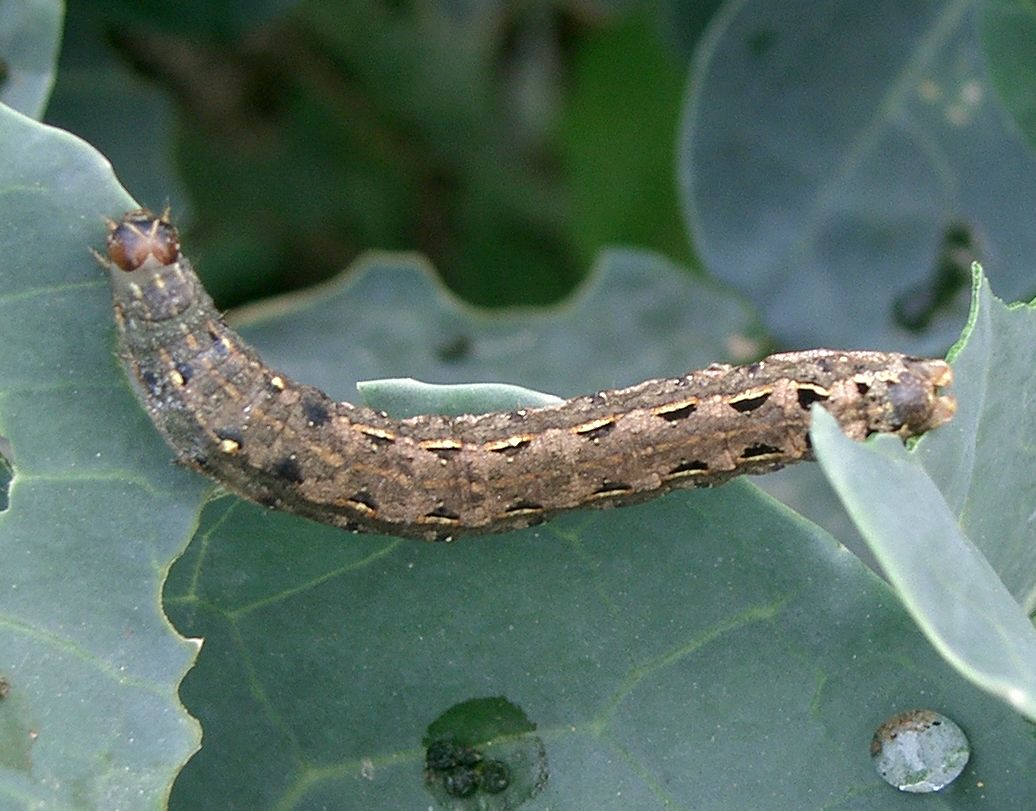
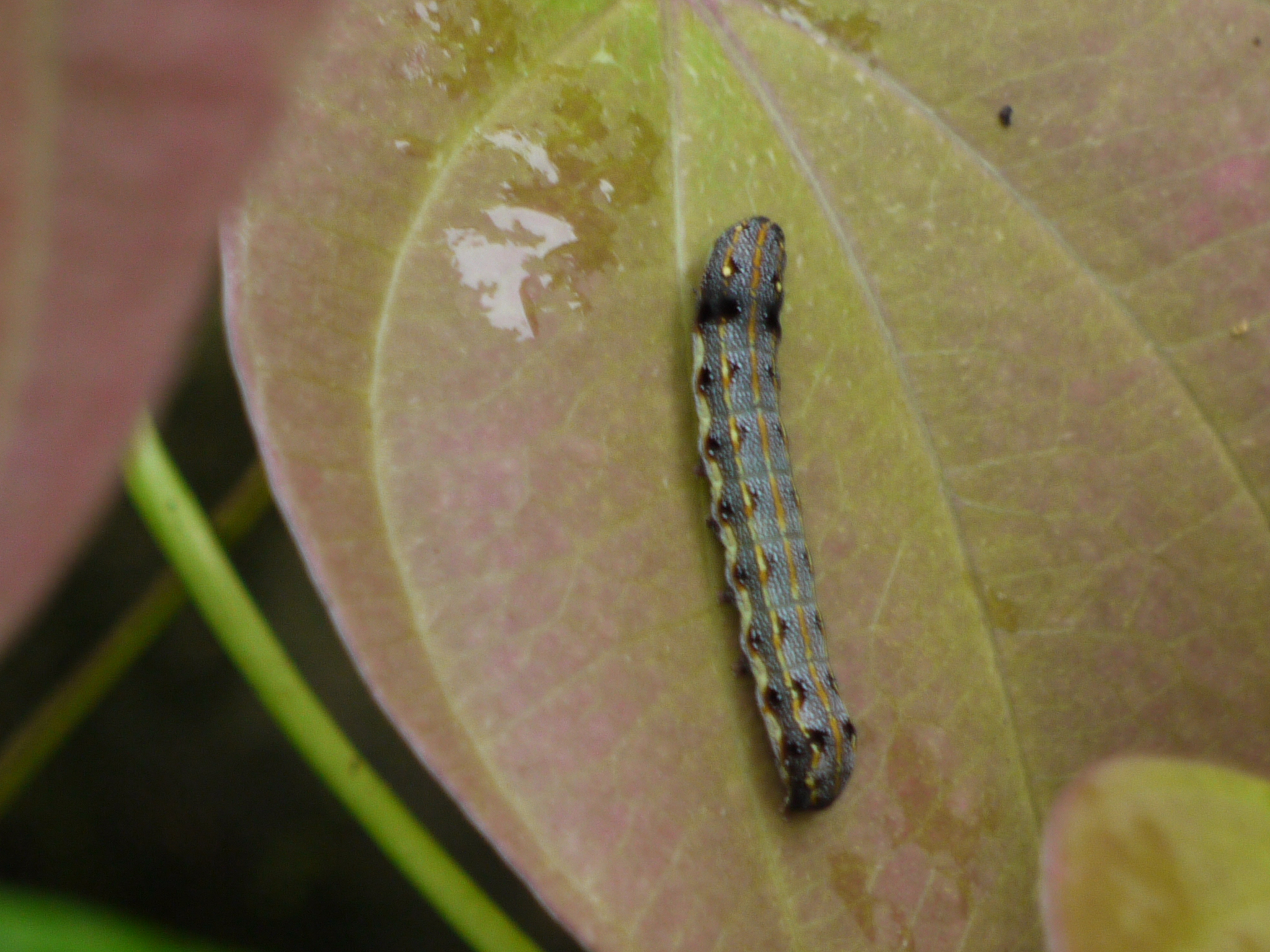
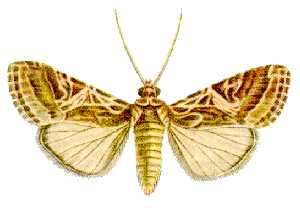
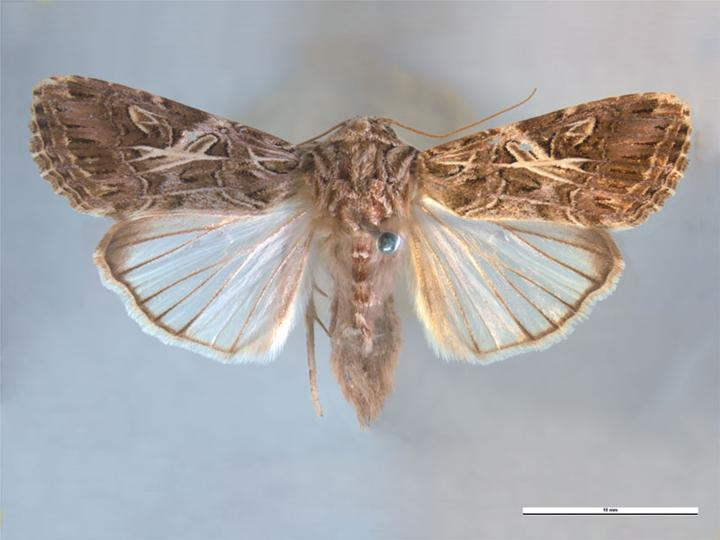
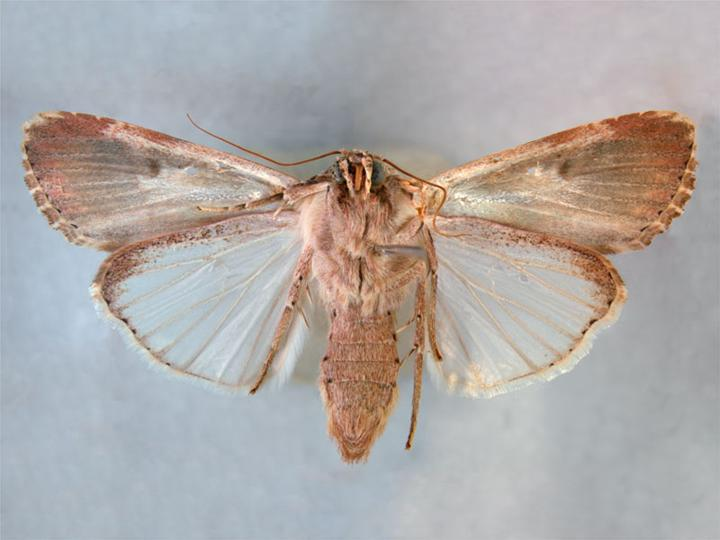
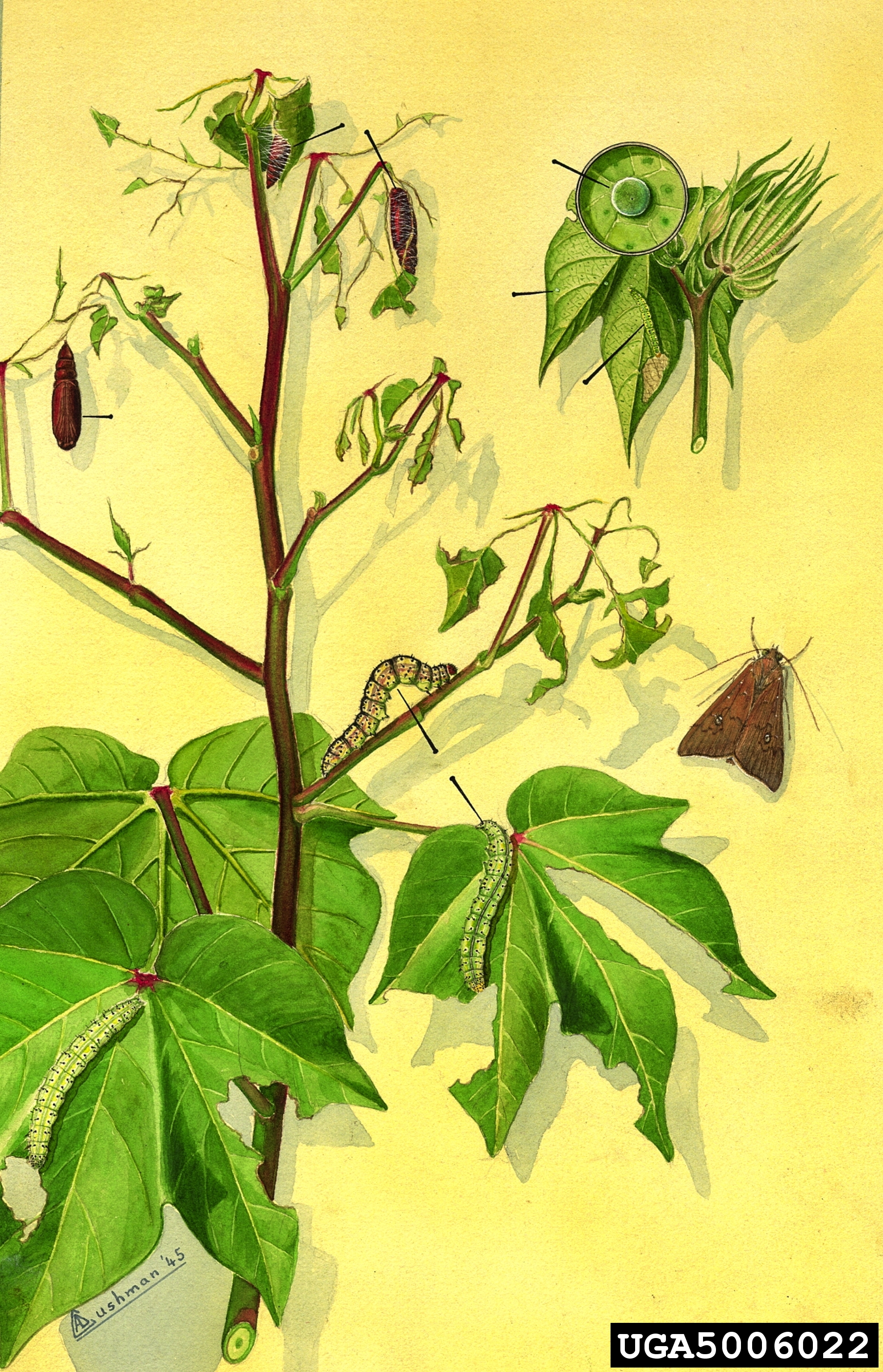